# ステプノゴルスク鉄道
ステプノゴルスク鉄道（ロシア語: Степногорская железная дорога）は、カザフスタンの都市・ステプノゴルスクの鉄道。ステプノゴルスク市内と郊外の工業地帯を結ぶ路線で、2024年現在はステプノゴルスク鉄道会社（ТОО «Степногорск Темир жолы»、СТЖ）によって運営されている。

## 歴史
カザフスタンの都市・ステプノゴルスクは、ウランや金、プラチナなどの非鉄金属鉱床の採掘や加工を目的にソビエト連邦時代の1964年に創設された計画都市である。これに先駆け、鉱床の開発を目的として1950年代後半から鉄道の建設が始まり、南シベリア鉄道から分岐する路線が1960年代前半までに開通し、ステプロゴルスクの創設と共に住民向けの旅客輸送も開始された。これらの路線は1963年には既に電化が行われていたが、当初はウラン鉱山と駅を結ぶ支線のみ電化されており、本線では開通後数年は蒸気機関車が、その後はディーゼル機関車が用いられた。旅客列車については開通当初は2軸客車が使用され、機関車がディーゼル機関車に置き換えられて以降は各都市から移籍した旧型電車が客車の代わりに用いられた。
旅客列車のコスト削減のため本線の電化が行われたのは1985年で、当初は旧型電車を再度電装して使用し、1986年にはER1形やER2形に置き換えられた。その後、これらの車両についても1990年から1991年にかけて後述するER22形への置き換えが実施され、以降は同形式が継続して旅客輸送に用いられている。一方、貨物輸送については電化以降も引き続きディーゼル機関車が牽引に用いられている他、ウラン鉱山と駅を結んだ電化支線については採掘停止により1990年代初頭に廃止され、この路線で使用されていた産業用電気機関車も解体されている。
2004年時点で、駅構内を含めた線路の総延長は136 kmで、そのうち旅客輸送を行っているのは合計24 kmである。

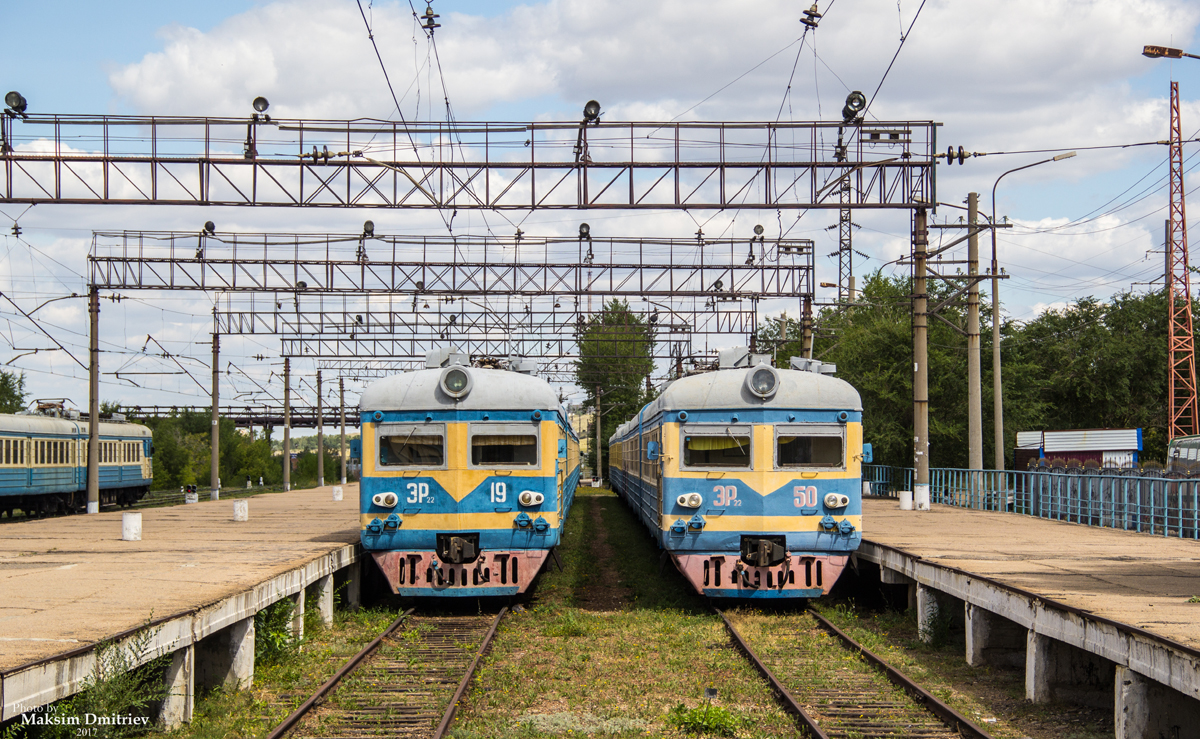
ステプノゴルスク駅に並ぶER22形（2017年撮影）

## 車両
2023年現在、ステプノゴルスク鉄道の旅客輸送には、1960年代に製造された、車体両側の3箇所に扉を有するER22形電車（ЭР22）が使用されている。ロシア連邦の鉄道路線から引退した1999年以降、ステプノゴルスク鉄道はER22形が営業運転に使用される世界唯一の路線となっている。

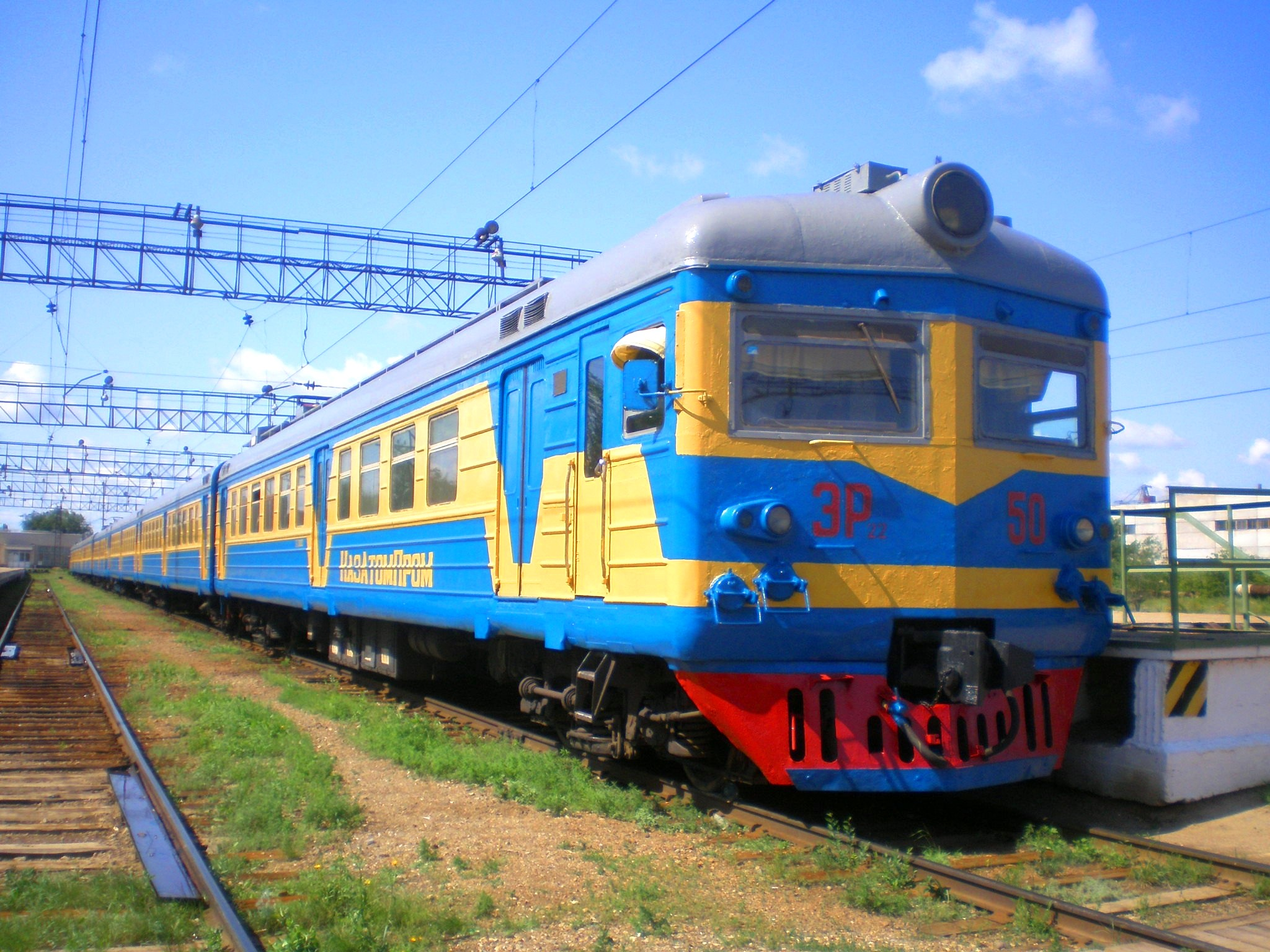
2009年撮影
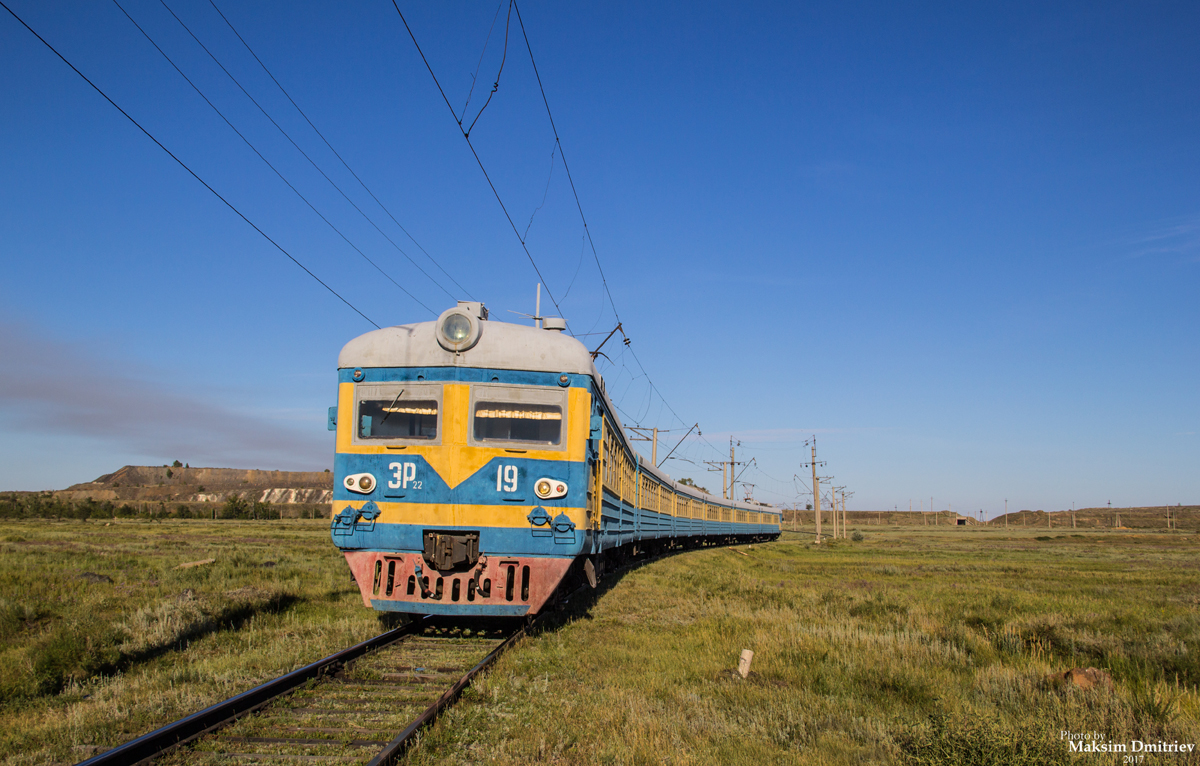
2017年撮影
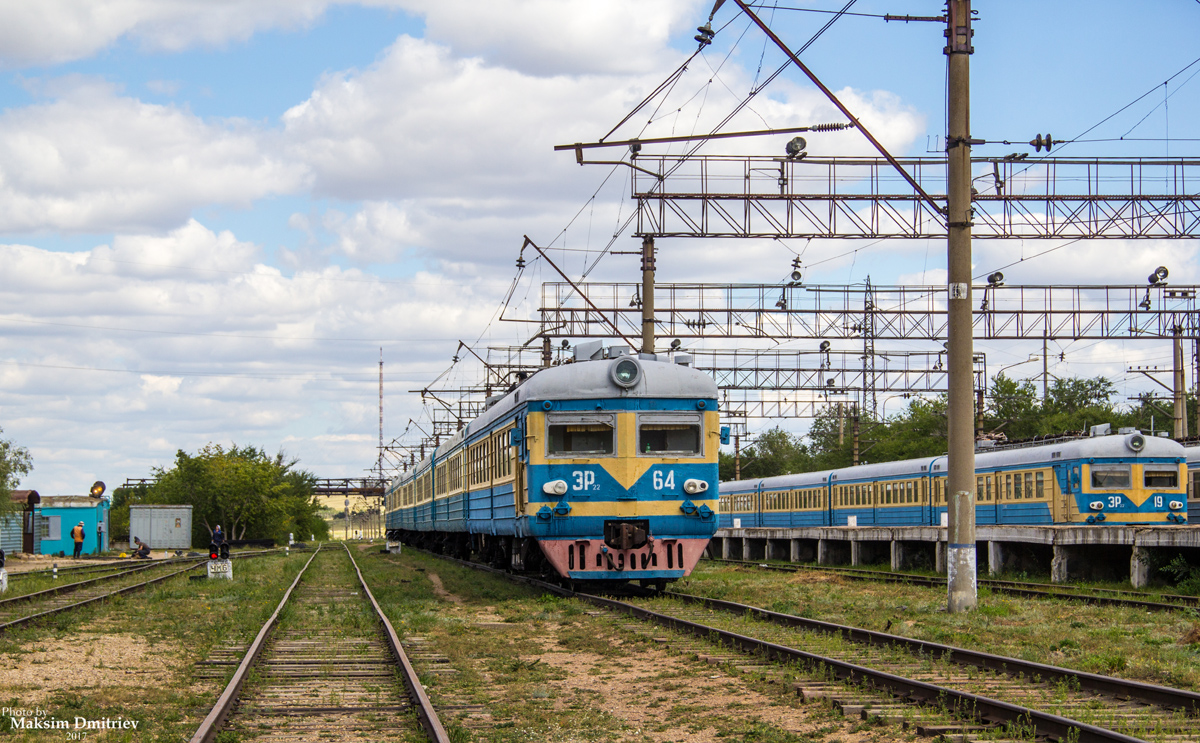
2018年撮影